# Iksal
Iksal (en árabe: إكسال, Iksal; en hebreo: אִכְּסָאל, כִּסְלוֹת תָּבוֹר, Kislot Tavor) es un consejo local situado en el norte de Israel, aproximadamente a 5 kilómetros al sureste de Nazaret. A 31 de diciembre de 2017, tiene una superficie de 9.000 dunams (9 kilómetros cuadrados) y una población de 14.245 habitantes, la mayor parte de ellos árabes israelíes.

## Etimología
Iksal es un nombre propio árabe, por lo que el topónimo de la ciudad podría derivar de este idioma. También hay quien afirma que el nombre de la ciudad deriva de Chesulloth (Chisloth-Tabor), una ciudad bíblica citada en el Libro de Josué (Josué 19:12).

## Historia

### Antigüedad
El historiador judeo-romano Flavio Josefo hizo referencia a Iksal con el nombre de Xaloth. Una serie de excavaciones arqueológicas realizadas en Iksal han revelado artefactos del periodo de control romano y bizantino sobre Palestina. Entre otras piezas, se encontró un anillo decorado con la imagen de una leona y con fechas relativas a estos periodos. También se han encontrado sarcófagos y osarios con cerámica, vasijas de cristal y joyas en cuevas funerarias excavadas en la roca. Además, se encontraron instalaciones agrícolas cavadas sobre la misma roca y cubiertas de escayola, en cuyo interior se encontró parte de una prensa de vino de esta misma época.

### Edad Media
En 536 se celebró un Consejo en Jerusalén para condenar a Severo de Antioquía y a sus seguidores. A dicho Consejo acudieron 45 obispos  de Palestina, entre los que se encontraba Parthenius, obispo de Exalus, que se ha identificado como la actual Iksal. Este dato atestigua que la ciudad tenía una importante población cristiana en el siglo VI, necesaria para garantizar la presencia de un obispo.
El 22 de diciembre de 946, las fuerzas de la dinastía ijshidí derrotaron a las de Sayf al-Dawla en Iksal. Este últimos retrocedió hacia Alepo, mientras que las tropas ijshidíes avanzaron hacia Damasco.
Las ruinas de un castillo de época cruzada o mameluca todavía son visibles a día de hoy en Iksal. Los cruzados probablemente construyeron su edificio sobre una estructura muy anterior, que databa primero de la época abásida y después de la fatimí. Hay un cementerio cerca de la ciudad denominado Mukbarat el Afranj ("Cementerio de los Francos").
El gan géografo medieval Yaqut al-Hamawi (muerto en 1229)  describió la ciudad de "Aksal" de la siguiente manera: "Un pueblo en la Provincia de Jordania, a unas 5 leguas de Tiberíades en dirección de Ar Ramlah. El río Abu Futrus está cerca."
También han aparecido en las excavaciones restos de edificios del periodo mameluco. Una excavación reveló tres edificaciones con restos de cerámica, todo ello de época mameluca, entre los siglos XIV y XV.

### Era otomana
En 1517, el pueblo pasó a pertenecer al imperio otomano junto con el resto de Palestina, y un registro de impuestos de 1596 la detalla como Ksal, emplazada en la nahiya de Tabariyya, en el Sanjacado de Safad. El pueblo tenía 17 hogares y 1 soltero, todos ellos musulmanes, y pagaban una tasa del 25% de impuestos sobre productos agrícolas, lo que incluía trigo, cebada, cultivos de verano, frutales, ingresos ocasionales, cabras y colmenas; en total, 6.633 Akçes.
En 1738, el viajero inglés Richard Pococke pasó por la ciudad, a la que denominó Zal. Escribió que cerca de ella había "sepulcros excavados en la roca, algunos de los cuales son como ataúdes de piedra por encima de la tierra, mientras que otros están tallados en la roca, como tumbas, algunos tienen cubiertas de piedra sobre ellos, por lo que en su momento esto no tuvo que ser un lugar desamparado." Iksal aparecía como Iksad en un mapa de la invasión de Napoleón de 1799 realizado por Pierre Jacotin.
Edward Robinson, que atravesó el pueblo en 1838, repitió el apunte de Pocockes sobre la abundancia de sepulcros en Iksal.
En 1863, el explorador británico Henry Baker Tristram vio los restos de una torre "cruzada" en Iksal, mientras que en 1875, el viajero francés Victor Guérin calculó que tendría unos 400 habitantes, todos ellos musulmanes. En 1881, el Estudio sobre Palestina Occidental del Fondo para la Exploración de Palestina describió Iksal como "un pueblo de piedra grande, construido en la llanura, con una llamativa torre cuadrada, rodeado de jardines y con aproximadamente 400 musulmanes, muchas cuevas y cisternas."

Iksal en 1933

Un listado de población del año 1887 mostraba que Iksal tenía aproximadamente 600 habitantes musulmanes.

### Mandato británico de Palestina
En el censo de Palestina de 1922 Iksal tenía una población de 621 musulmanes, la cual había aumentado ligeramente en el censo de 1931 hasta los 752 habitantes, todavía todos musulmanes, con un total de 166 hogares.
En las estadísticas de población de 1945, la población de Iksal era de 1.110 personas, todas ellas musulmanas, mientras que su superficie total era 16.009 dunams (unos 16 kilómetros cuadrados) según un estudio oficial de tierra y población. De estos, 581 dunams se utilizaban para plantaciones y regadíos, 13.029 para cereales y 47 dunams estaban calificados de zona urbanizable.

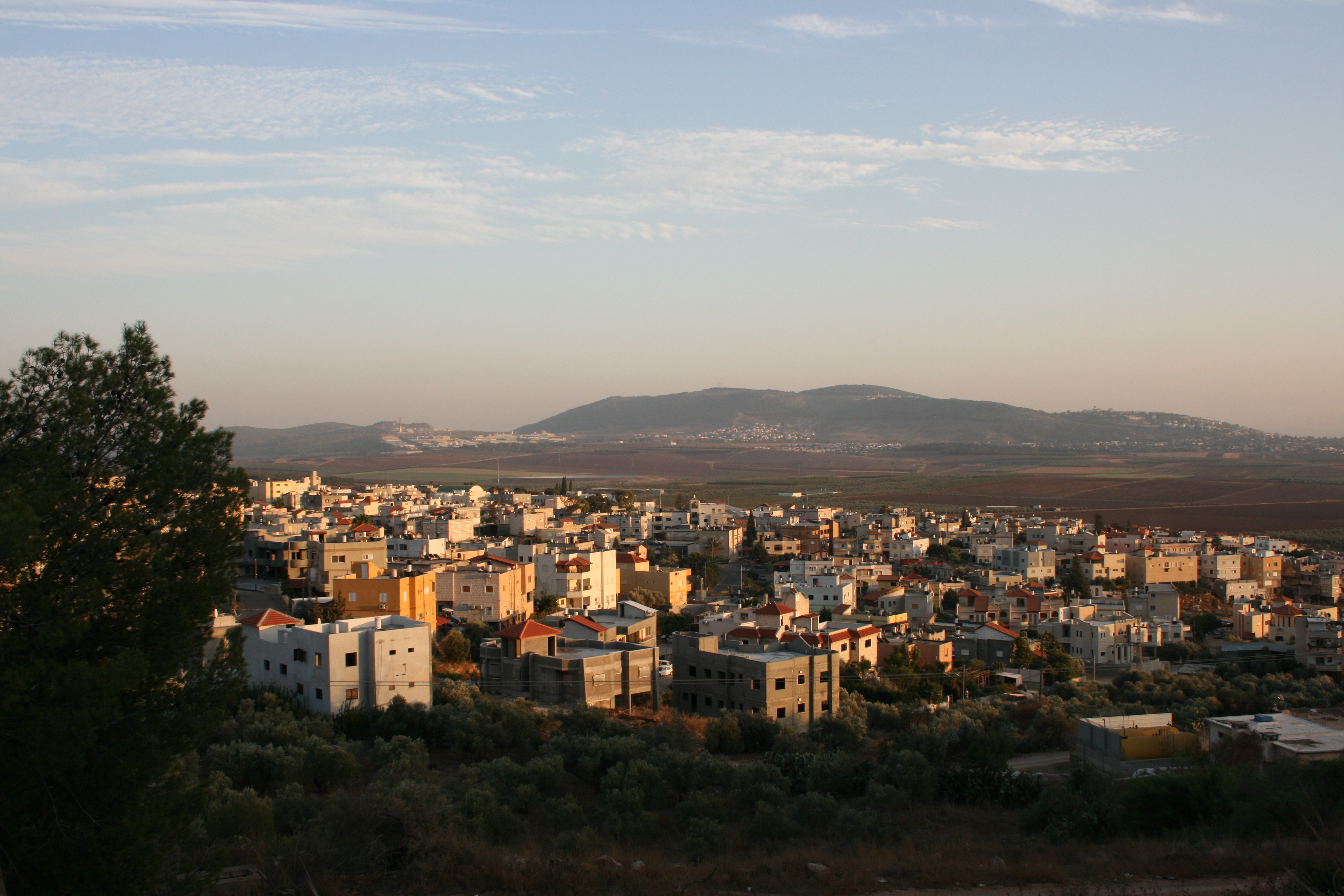
Vista de Iksal desde el este de la ciudad

### Israel
Como la vecina Nazaret, Iksal habría de pertenecer a un futuro Estado de Palestina según la resolución 181 II de la Asamblea General de las Naciones Unidas, aprobada a finales de 1947 y más conocida como el Plan de Partición de Palestina. Sin embargo, el mismo día de su implementación estalló la guerra árabe-israelí de 1948, por lo que dicha resolución no llegó a llevarse a cabo. 
Acaecida en el marco de la denominada Operación Dekel, la conquista israelí del área de Nazaret fue bastante rápida y apenas encontró resistencia. Las tropas israelíes comenzaron su ataque contra Nazaret el 9 de julio de 1948, y apenas una semana después, el 16 de julio, la ciudad se rindió. Una vez caída la urbe principal, las ciudades circundantes, como Iksal o Daburiyya, se rindieron sin oponer resistencia. En un principio, hubo cierta controversia sobre si se debía expulsar a los habitantes árabes de la zona, tal y como había sucedido en otras partes del antiguo Mandato británico de Palestina. El 17 de julio, el ejército israelí aprobó una orden de expulsión de todos los habitantes árabes de la zona, pero el comandante judío-canadiense de la operación, Ben Dunkelman, se negó a cumplirla. Pese a que algunos de sus superiores, como Haim Laskov o Moshe Carmel, eran favorables a la expulsión, la negativa de Dunkelman llegó hasta David Ben-Gurion, Primer Ministro con la cartera de Defensa, quien ratificó la decisión de Dunkelman. Así pues, la mayor parte de los ciudadanos árabes de Iksal pudieron permanecer en sus hogares. Algunos de los habitantes de Iksal que habían colaborado con los oficiales sionistas con anterioridad al establecimiento del Estado de Israel negociaron los plazos de la rendición y el paso al dominio israelí, que mantendría a Iksal y al resto de poblaciones de mayoría palestina bajo un régimen militar hasta 1966.
En abril de 2018, en el marco de una ola de ataques islamófobos en Israel y Palestina, varios coches fueron quemados en Iksal y diversos eslóganes racistas fueron escritos en los muros de la ciudad. Ese mismo año, la tasa de vacunación en Iksal era una de las más altas del país, con porcentajes de hasta el 96,9% en caso del sarampión. Los planes de expansión de la ciudad, densamente poblada, están paralizados debido a que la Sociedad para la Protección de la Naturaleza de Israel (SPNI) ha recurrido ante los tribunales los planes ya existentes, alegando que un 1,6% del territorio previsto para la expansión es un bosque.
En las elecciones parlamentarias de 2019, el partido más votado en Iksal fue la coalición Hadash-Ta'al, que obtuvo el 69% de los sufragios.

## Demografía
Según la Oficina Central de Estadísticas de Israel, Iksal tenía una baja calificación (3 de 10) en el índice socioeconómico del país a fecha de diciembre de 2001. En el año 2000, el 65,3% de los alumnos de grado 12 obtienen un certificado de matriculación. Ese año, el salario medio mensual era de 3.640 séquels, mientras que la media nacional era de casi el doble, 6.835 séquels. Su población tiene un índice anual de crecimiento del 2,8%.